# Simprop electronic
Die Firma Simprop electronic Walter Claas GmbH & Co. KG in Harsewinkel ist ein Hersteller von Elektronikartikeln für Mess-, Kontroll-, Navigations- u. ä. Instrumente. Des Weiteren ist das Unternehmen durch die Fernsteuertechnik in der Modellbaubranche als Komplettausstatter tätig, in welcher sie neben Modellflugzeugen auch Flugsimulatoren und Zubehör für jene herstellen und vertreiben.

## Geschichte
Die Firma wurde von Walter Claas gegründet. In ihren ersten Jahren gehörte sie neben Graupner Modellbau, Robbe Modellsport und Multiplex Modellbau zu den sogenannten „großen Vier“ im RC-Modellbau in Deutschland.

### Modellbau
Werner Käseberg (Deutscher Meister RC V 1958) war technischer Betriebsleiter und RC-1-Pilot Fritz Bosch (Vizeweltmeister 1963) war Geschäftsführer. Ziel war die Herstellung und Vertrieb von hochwertigen, störsicheren Fernsteuersystemen. Das letzte Komplettsystem von Simprop Electronic in diesem Bereich war die SAM System 90. Zur Produktpalette von Simprop Electronic gehören neben Flug- und Schiffsmodellen auch die dazugehörige Elektronik und Antriebstechnik und Zubehör. Simprop Electronic vertreibt bis heute Modelle und Zubehör über Onlinehandel.

### Elektronische Hard- und Softwarelösungen

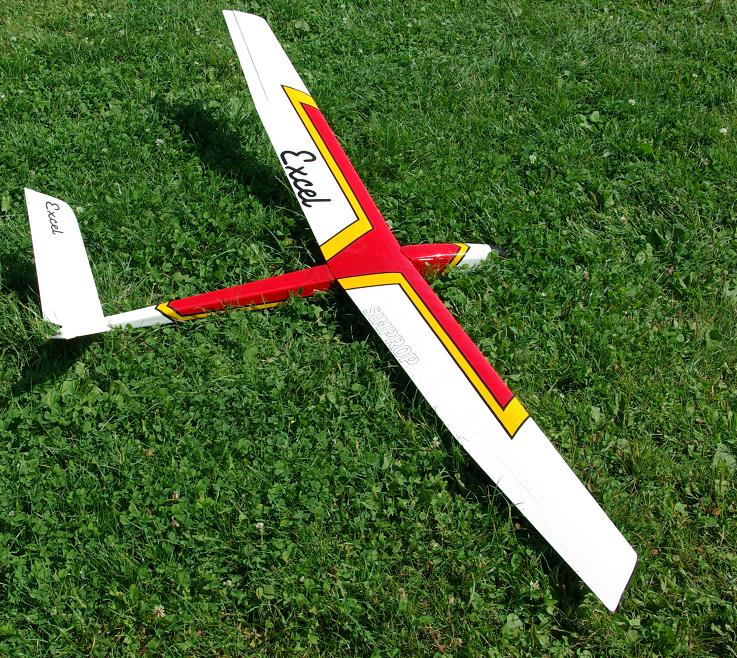
Der erste Excel von Simprop, ein Dauerflugmodell

Seit 1964 baut Simprop Electronic neben dem Modellbau eine eigenständige Abteilung für Entwicklung, Planung und Herstellung elektronischer Hard- und Softwarelösungen auf. Sie arbeitet u. a. im Bereich der Automobil-, der Informations-, der Landmaschinen-, der Kommunikations- oder der Steuerungs- und Automatisierungstechnik.